# Municipio de Fairbanks (Indiana)
El municipio de Fairbanks (en inglés: Fairbanks Township) es un municipio ubicado en el condado de Sullivan en el estado estadounidense de Indiana. En el año 2010 tenía una población de 733 habitantes y una densidad poblacional de 6,82 personas por km².

## Geografía
El municipio de Fairbanks se encuentra ubicado en las coordenadas 39°12′37″N 87°32′16″O / 39.21028, -87.53778. Según la Oficina del Censo de los Estados Unidos, el municipio tiene una superficie total de 107.52 km², de la cual 106,18 km² corresponden a tierra firme y (1,25 %) 1,34 km² es agua.

## Demografía
Según el censo de 2010, había 733 personas residiendo en el municipio de Fairbanks. La densidad de población era de 6,82 hab./km². De los 733 habitantes, el municipio de Fairbanks estaba compuesto por el 98,09 % blancos, el 0,27 % eran amerindios, el 0,14 % eran asiáticos y el 1,5 % eran de una mezcla de razas. Del total de la población el 1,09 % eran hispanos o latinos de cualquier raza.